# Zhanghua (powiat)
Zhanghua (chiń. 彰化縣; pinyin Zhānghuà Xiàn; pe̍h-ōe-jī Chiong-hòa-kōan) – powiat w zachodniej części Tajwanu. W 2010 roku liczył 1 307 286 mieszkańców. Siedzibą powiatu jest miasto Zhanghua.
Symbole powiatu:
- drzewo: figowiec pagodowy
- kwiat: złocień
- ptak: myszołap białobrewy

## Podział administracyjny
Powiat Zhanghua dzieli się na dwa miasta, sześć gmin miejskich i osiemnaście gmin:
| Nazwa          | Chiński | Populacja (2010) | Powierzchnia (km²) |
| -------------- | ------- | ---------------- | ------------------ |
| Miasta         |         |                  |                    |
| Zhanghua       | 彰化市  | 236 503          | 65,6947            |
| Yuanlin        | 員林市  | 125 476          | 40,038             |
| Gminy miejskie |         |                  |                    |
| Beidou         | 北斗鎮  | 33 516           | 19,2547            |
| Erlin          | 二林鎮  | 53 939           | 92,8478            |
| Hemei          | 和美鎮  | 89 723           | 39,9345            |
| Lugang         | 鹿港鎮  | 85 325           | 39,4625            |
| Tianzhong      | 田中鎮  | 44 065           | 34,6056            |
| Xihu           | 溪湖鎮  | 56 119           | 32,0592            |
| Gminy          |         |                  |                    |
| Dacheng        | 大城鄉  | 18 936           | 63,7406            |
| Dacun          | 大村鄉  | 36 597           | 30,7837            |
| Ershui         | 二水鄉  | 16 520           | 29,4449            |
| Fangyuan       | 芳苑鄉  | 36 320           | 91,3827            |
| Fenyuan        | 芬園鄉  | 24 814           | 38,0204            |
| Fuxing         | 福興鄉  | 48 945           | 49,8934            |
| Huatan         | 花壇鄉  | 46 187           | 36,3469            |
| Pitou          | 埤頭鄉  | 31 771           | 42,7508            |
| Puxin          | 埔心鄉  | 35 325           | 20,9526            |
| Puyan          | 埔鹽鄉  | 34 284           | 38,6081            |
| Shengang       | 伸港鄉  | 35 964           | 22,3268            |
| Shetou         | 社頭鄉  | 44 767           | 36,1449            |
| Tianwei        | 田尾鄉  | 28 639           | 24,0375            |
| Xianxi         | 線西鄉  | 17 138           | 18,0856            |
| Xiushui        | 秀水鄉  | 39 122           | 29,3447            |
| Xizhou         | 溪州鄉  | 31 552           | 75,831             |
| Yongjing       | 永靖鄉  | 39 269           | 20,6382            |
| Zhutang        | 竹塘鄉  | 16 470           | 42,1662            |